# Chrysolina grossa
Espèce
Chrysolina grossa est une espèce d'insectes coléoptères de la famille des Chrysomelidae.

## Description
Élytres rouges, thorax bleu métallique.

## Espèce proche
- Chrysolina polita qui est plus petite.

## Distribution
Régions méditerranéennes (Espagne, France, Italie y compris Sardaigne et Sicile, Malte, pays de l'ancienne Yougoslavie).